# Aron de Pinto
Aron Joseph de Pinto (Amsterdam, 1710 - 1785) was koopman en verzamelaar. Hij behoorde tot de zeer welgestelde De Pinto-familie, die van Portugees-Joodse afkomst waren. 
Aron de Pinto kocht in 1734 het pand Nieuwe Herengracht 103. Hij was voortdurend bezig met het verfraaien van dit huis, en gaf opdracht aan Jacob de Wit voor plafondstukken en Dirk Dalens III voor behangselschilderingen. Ook liet De Pinto een tuinhuis bouwen bij dit pand.